# مستشفى النور للأطفال
مستشفى النور للأطفال هي مستشفى متخصصة في تقديم الخدمات الطبية للأطفال وحديثي الولادة، تقع في مدينة الحلة في منطقة الخسروية ضمن قطاع الفردوس السكني. تم تأسيسها عام 2012 وتعد ثاني مستشفى في الحلة في تقديم العلاج للأطفال وحديثي الولادة بعد مستشفى بابل للنسائية والأطفال.

## تأسيسها
تم تأسيس مستشفى النور عام 2012 من خلال استغلال البناية القديمة لمقر دائرة صحة بابل الواقعة في منطقة الخسروية، بعد انتقال مقر الدائرة إلى حي الإسكان. وتبلغ مساحة المستشفى 12500 متراً مربعاً وتضم 100 سرير موزعة على عدة أقسام منها قسم الطوارئ، قسم أمراض الدم، قسم الحميات، وقسم الأطفال الخدج. وتعد مستشفى النور أصغر مستشفيات المدينة.